# Suka Agung Barat
Suka Agung Barat is een bestuurslaag in het regentschap Tanggamus van de provincie Lampung, Indonesië. Suka Agung Barat telt 2354 inwoners (volkstelling 2010).